# Alphataurus
Alphataurus é um grupo italiano de rock progressivo, baseado em Milão.

## História
Trata-se de um dos tantos grupos relâmpagos que improvisadamente tiveram um contrato discográfico, realizaram um álbum e desapareceram no vazio.
O seu único trabalho, chamado simplesmente Alphataurus, é o primeiro disco gravado para a recém inaugurada etiqueta genovesa Magma. Trata-se de um grande trabalho, tão bem construído que parece impossível que tenha sido realizado por componentes desconhecidos. O cantor, Bavaro, tem uma potente voz bastante original. O tecladista Pietro Pellegrini toca com competência e a guitarra de Guido Wassermann é responsável. A seção rítmica de Oliva e Santandrea cria uma base possante.
O disco compreende cinco longas músicas, entre as quais, destaca-se Peccato d'orgoglio e La mente vola, esta última com uma bela introdução do moog e um esplêndido sólo de vibrafone.
Infelizmente o grupo se dissolve durante as gravações do segundo disco. O mesmo foi estampado somente em 1992 com o título de Dietro l'uragano, mas contém apenas as bases instrumentais sem a voz. O resultado é bom, contudo deixa um vazio embora haja as ótimas qualidades técnicas da banda.
O baterista Giorgio Santandrea esteve por um breve período no grupo Crystals, enquanto que o tecladista Pietro Pellegrini colaborou, entre outros, com Riccardo Zappa e Premiata Forneria Marconi.
O cantor Michele Bavaro realizou um disco solo, de estampa comercial, no fim dos anos setenta, e é o mesmo artista da Puglia que realizou recentemente um CD de canções italianas para o mercado sul americano, tendo visitado o Brasil inclusive e cantado em algumas cidades, como Cuiabá e Belo Horizonte.
Em 2010, três dos componentes originais (Pellegrini, Wassermann, Santandrea) reformaram o grupo para participar do Progvention de Mezzago. A formação, que inclui o cantor Claudio Falcone, o tecladista Andrea Guizzetti e o baixista Fabio Rigamonti, permaneceu também para alguns concertos em 2011.

## Álbuns
- 1973 Alphataurus (Magma (MAGL 18001)
- 1992 Dietro l'uragano (Mellow (MMP 132), gravado em 1973 sem o cantor Michele Bavaro